# Alouatta coibensis trabeata
Alouatta coibensis trabeata, conocido como araguato de Azuero o kun-kun, es un araguato o aullador endémico de la península de Azuero, en la República de Panamá.
Se le considera una subespecie de Alouatta palliata. Se encuentra en peligro de extinción, con solo unos 3000 ejemplares en Azuero.
- Alouatta coibensis trabeata Lawrence, 1933